# Le Samyn
Le Samyn je jednodenní cyklistický závod konaný v Belgii obvykle na přelomu února a března. Závod se poprvé uskutečnil v roce 1968 jako Grand Prix de Fayt-le-Franc a byl pojmenován po obci, v níž začínal a končil. V roce 1970 byl závod přejmenován na Grand Prix José Samyn, aby uctil památku Josého Samyna, prvního vítěze závodu, jenž zemřel při nehodě v roce 1969. Johan Capiot drží rekord v počtu vítězství se třemi triumfy. 
Od roku 2012 se jezdí i ženský závod, pojmenovaný Le Samyn des Dames a konaný ve stejný den jako mužský závod.

## Seznam vítězů (mužský závod)
| Rok  | Země       | Jezdec                   | Tým                       |
| ---- | ---------- | ------------------------ | ------------------------- |
| 1968 | Francie    | José Samyn               | Pelforth–Sauvage–Lejeune  |
| 1969 | Belgie     | Herman Vrijders          | Faema                     |
| 1970 | Belgie     | Ronny Van de Vijver      | Flandria–Mars             |
| 1971 | Belgie     | Julien Van Lint          | Molteni                   |
| 1972 | Belgie     | Eddy Merckx              | Beaulieu–Flandria         |
| 1973 | Belgie     | Louis Verreydt           | Ijsboerke–Bertin          |
| 1974 | Belgie     | André Dierickx           | Merlin Plage–Flandria     |
| 1975 | Francie    | Alain Santy              | Gitane–Campagnolo         |
| 1976 | Belgie     | Dirk Baert               | Carlos                    |
| 1977 | Francie    | Michel Périn             | Gitane–Campagnolo         |
| 1978 | Belgie     | Herman Van Springel      | Marc Zeepcentrale–Superia |
| 1979 | Nizotemsko | Adri Schipper            | Marc Zeepcentrale–Superia |
| 1980 | Belgie     | Gery Verlinden           | IJsboerke–Warncke Eis     |
| 1981 | Belgie     | Pol Verschuere           | Capri Sonne               |
| 1982 | Belgie     | Jos Jacobs               | Vermeer Thijs             |
| 1983 | Nizozemsko | Jacques Van Meer         | Fangio–Tönissteiner       |
| 1984 | Belgie     | Daniel Rossel            | Tönissteiner–Lotto        |
| 1985 | Belgie     | Ronny Van Holem          | Safir–Van de Ven          |
| 1986 | Belgie     | Patrick Onnockx          | Lotto–Emerxil–Merckx      |
| 1987 | Belgie     | Claude Criquielion       | Hitachi–Marc              |
| 1988 | Nejelo se  | Nejelo se                | Nejelo se                 |
| 1989 | Belgie     | Hendrik Redant           | Lotto                     |
| 1990 | Belgie     | Hendrik Redant           | Lotto–Superclub           |
| 1991 | Belgie     | Johnny Dauwe             | Tulip Computers           |
| 1992 | Belgie     | Johan Capiot             | TVM–Sanyo                 |
| 1993 | Belgie     | Wilfried Nelissen        | Novemail–Histor           |
| 1994 | Belgie     | Johan Capiot             | TVM–Bison Kit             |
| 1995 | Belgie     | Johan Capiot             | Refin                     |
| 1996 | Belgie     | Hans De Meester          | Palmans                   |
| 1997 | Belgie     | Michel Van Haecke        | Ipso–Euroclean            |
| 1998 | Francie    | Ludovic Auger            | BigMat–Auber93            |
| 1999 | Belgie     | Thierry Marichal         | Lotto–Mobistar            |
| 2000 | Dánsko     | Frank Hoj                | Française des Jeux        |
| 2001 | Belgie     | Kris Gerits              | Vlaanderen T–Interim      |
| 2002 | Švédsko    | Magnus Bäckstedt         | EDS–Fakta                 |
| 2003 | Nizozemsko | Stefan van Dijk          | Lotto–Domo                |
| 2004 | Austrálie  | Robbie McEwen            | Lotto–Domo                |
| 2005 | Nejelo se  | Nejelo se                | Nejelo se                 |
| 2006 | Francie    | Renaud Dion              | AG2R Prévoyance           |
| 2007 | Francie    | Jimmy Casper             | Unibet.com                |
| 2008 | Belgie     | Philippe Gilbert         | Française des Jeux        |
| 2009 | Belgie     | Wouter Weylandt          | Quick-Step                |
| 2010 | Belgie     | Jens Keukeleire          | Cofidis                   |
| 2011 | Německo    | Dominic Klemme           | Leopard Trek              |
| 2012 | Francie    | Arnaud Démare            | FDJ–BigMat                |
| 2013 | Rusko      | Alexej Catevič           | Team Katusha              |
| 2014 | Belgie     | Maxime Vantomme          | Roubaix–Lille Métropole   |
| 2015 | Belgie     | Kris Boeckmans           | Lotto–Soudal              |
| 2016 | Nizozemsko | Niki Terpstra            | Etixx–Quick-Step          |
| 2017 | Belgie     | Guillaume Van Keirsbulck | Wanty–Groupe Gobert       |
| 2018 | Nizozemsko | Niki Terpstra            | Quick-Step Floors         |
| 2019 | Francie    | Florian Sénéchal         | Deceuninck–Quick-Step     |
| 2020 | Francie    | Hugo Hofstetter          | Israel Start-Up Nation    |
| 2021 | Belgie     | Tim Merlier              | Alpecin–Fenix             |
| 2022 | Itálie     | Matteo Trentin           | UAE Team Emirates         |
| 2023 | Belgie     | Milan Menten             | Lotto–Dstny               |

### Vícenásobní vítězové
| Vítězství | Jezdec               | Ročníky          |
| --------- | -------------------- | ---------------- |
| 3         | Johan Capiot (BEL)   | 1992, 1994, 1995 |
| 2         | Hendrik Redant (BEL) | 1989, 1990       |
| 2         | Niki Terpstra (NED)  | 2016, 2018       |

### Vítězství dle zemí
| Vítězství | Země                                               |
| --------- | -------------------------------------------------- |
| 34        | Belgie                                             |
| 9         | Francie                                            |
| 5         | Nizozemsko                                         |
| 1         | Austrálie, Dánsko, Německo, Itálie, Rusko, Švédsko |

## Seznam vítězek
| Rok  | Země       | Jezdec                            | Tým                   |
| ---- | ---------- | --------------------------------- | --------------------- |
| 2012 | Nizozemsko | Adrie Visserová                   | Skil 1t4i             |
| 2013 | Nizozemsko | Ellen van Dijková                 | Specialized–lululemon |
| 2014 | Švédsko    | Emma Johanssonová                 | Orica–AIS             |
| 2015 | Nizozemsko | Chantal Blaaková                  | Boels–Dolmans         |
| 2016 | Nizozemsko | Chantal Blaaková                  | Boels–Dolmans         |
| 2017 | Španělsko  | Sheyla Gutiérrezová               | Cylance Pro Cycling   |
| 2018 | Nizozemsko | Janneke Ensingová                 | Alé–Cipollini         |
| 2019 | Nizozemsko | Jip van den Bosová                | Boels–Dolmans         |
| 2020 | Nizozemsko | Chantal van den Broeková-Blaaková | Boels–Dolmans         |
| 2021 | Belgie     | Lotte Kopecká                     | Liv Racing            |
| 2022 | Dánsko     | Emma Norsgaardová                 | Movistar Team         |
| 2023 | Itálie     | Marta Bastianelliová              | UAE Team ADQ          |